# هرمافرودیته
هرمافرودیته (به یونانی: ʽἙρμάφρόδιτός)، در اساطیر یونانی، پسر هرمس و آفرودیته است. نام او به تمام کسانی که دارای دو صفات مردانگی و زنانگی هستند گفته می‌شود، این کلمه یک معنای دیگری نیز دارد که در زیست شناسی کاربرد دارد و به آن هرمافرودیت و  یا نرماده  گفته می شود  که در آن یک جاندار مانند کرم کبد در شرایط اضطراری  بدون وجود جنس مخالف تولید مثل می کند .
نام دیگرش آتلانتیوس و زیباترین پسر بچهٔ دنیا بود. یک حوری آبی به نام سالماسیس عاشقش شد و روزی که هرومافرودیته در چشمه آب‌تنی می‌کرد، به داخل آب پرید و او را در آغوش کشید و از خدایان خواست تا آن دو یکی شوند. از آن پس هرمافرودیته به صورت نیمی مرد و نیمی زن درآمد. سپس هرمافرودیته نیز از خدایان طلب کرد هر مردی که در این دریاچه به آب‌تنی بپردازد مردانگی خود را از دست دهد، و خواسته او نیز برآورده شد. کلمهٔ هرمافرودیت از نام او گرفته شده‌است.